# Francisco Liongson (politicus)
Francisco Liongson (Bacolor, 3 december 1869 – Manilla, 20 februari 1919) was een Filipijns politicus. Liongson was gouverneur van Pampanga van 1912 tot 1916. Aansluitend was hij van 1916 tot zijn dood in 1919 lid van de Senaat van de Filipijnen.

## Biografie
Francisco Liongson werd geboren op 3 december 1869 in Bacolor in de Filipijnse provincie Pampanga. Hij voltooide in 1887 een Bachelor of Arts-diploma landmeten en in 1889 een bachelor-opleiding landmeten aan het Colegio de San Juan de Letran. Na zijn studie reisde hij de Spanje voor een studie aan de Universidad Central de Madrid. In 1895 voltooide Liongson er zijn doctoraal medicijnen. Nadien liep hij nog stage in ziekenhuizen in Parijs en studeerde hij korte tijd aan het Pasteur-instituut. 
Eind 1895 keerde hij terug in de Filipijnen. Toen kort daarna de Filipijnse Revolutie uitbrak bood hij zijn diensten aan aan het revolutionaire leger. Hij doceerde ook enige tijd aan de door Aguinaldo opgerichte Universidad Literaria de Filipinas. Na het einde van de revolutie werd Liongson benoemd tot president van de Provincial Health Board van Pampanga. 
In 1907 was Liongson een van de oprichters van Nacionalista Party, een politieke partij met als streven de realisering van de onmiddellijke, absolute en volledige onafhankelijkheid voor de Filipijnen. Kort daarop won Liongson de gouverneursverkiezingen van Macario Arnedo, een kandidaat van de Progresista Party. Zijn overwinning werd echter na protesten ongedaan gemaakt. In 1912 wist hij Arnedo wel te verslaan. Zijn termijn als gouverneur duurde tot 1914, toen Honorio Ventura werd benoemd als gouverneur. Liongson werd op zijn beurt benoemd tot lid van de Philippine Board of the Panama-Pacific International Exposition en belast met de organisatie van Filipijnse onderdelen van de Panama-Pacific International Exposition en de Panama-California Exposition, die beide in 1915 werden georganiseerd.
Kort na zijn terukeer in de Filipijnen werd Liongson bij de verkiezingen van 1916 deed Liongson met succes mee aan de Senaatsverkiezingen. Hij behaalde het meeste aantal stemmen in het 3e Senaatsdistrict en won daarmee een termijn van zes jaar in de Senaat. In 1918 werd hij verkozen als een van de leden van het parlement die onder leiding van Manuel Quezon in de Verenigde Staten zouden gaan lobbyen voor onafhankelijkheid. Voor de onafhankelijkheidsmissie vertrok werd hij echter getroffen door miltvuur. 
Liongson overleed in 1919 op 49-jarige leeftijd aan de gevolgen van deze ziekte. Bij speciale verkiezingen op 25 oktober 1919 werd Ceferino de Leon gekozen als zijn opvolger in de Senaat voor het restant van zijn termijn tot 1922. Liongson was vanaf augustus 1895 getrouwd met de Spaanse Maria Dolores Alonso en kreeg met haar een zoon. Na haar dood hertrouwde hij in 1898 met Nunilon Ventura, een dochter van Balbino Ventura. Met haar kreeg hij nog twee dochters. Zijn zoon Francisco Liongson was een bekend schrijver van Spaanstalige toneelstukken.